# Aeronautica Militare

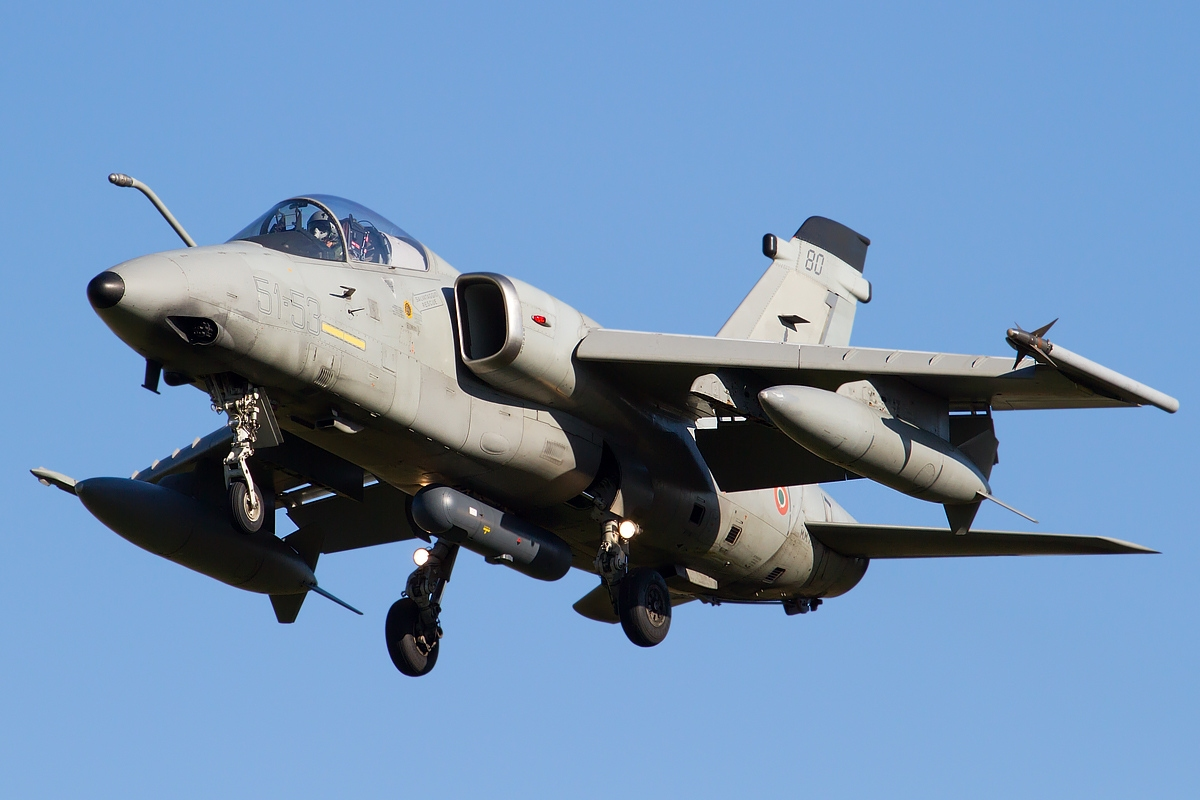
Een Alenia-Aermacchi AMX-toestel

De Aeronautica Militare is de luchtmachttak van de Italiaanse strijdkrachten.

## Geschiedenis
De Italiaanse luchtmacht werd opgericht op 28 maart 1923 onder de naam Regia Aeronautica. De luchtmacht vocht de eerste jaren van de Tweede Wereldoorlog samen met de Duitse Luftwaffe  tegen de geallieerden. Na de Tweede Wereldoorlog, toen Italië een republiek werd, kreeg de luchtmacht zijn huidige naam Aeronautica Militare. Na de Tweede Wereldoorlog, toen de Koude Oorlog uitbrak, sloot Italië zich aan bij de NAVO.

## Inventaris
Gevechtsvliegtuigen 
| Toestel                           | Variant(en)         | Aantal              | In bestelling       | Herkomst                   |
| Gevechtsvliegtuigen               | Gevechtsvliegtuigen | Gevechtsvliegtuigen | Gevechtsvliegtuigen | Gevechtsvliegtuigen        |
| --------------------------------- | ------------------- | ------------------- | ------------------- | -------------------------- |
| Lockheed Martin F-35 Lightning II | F-35A               | 24                  |                     | Verenigde Staten           |
| Eurofighter Typhoon               |                     | 97                  |                     | Europese Unie              |
| Panavia Tornado                   | IDS                 | 23                  |                     | Europese Unie              |
| AWACS                             |                     |                     |                     |                            |
| Gulfstream G550                   | G550 AEW            | 2                   |                     | Verenigde Staten           |
| Verkenningsvliegtuigen            |                     |                     |                     |                            |
| Beechcraft Super King Air         | 350                 | 2                   |                     | Verenigde Staten           |
| Elektronische oorlogsvoering      |                     |                     |                     |                            |
| Panavia Tornado                   | ECR                 | 15                  |                     | Europese Unie              |
| C-27J                             |                     | 2                   |                     | Italië                     |
| Maritieme verkenning              |                     |                     |                     |                            |
| ATR 72                            | P-72AS              | 4                   |                     | Frankrijk Italië           |
| Tankvliegtuigen                   |                     |                     |                     |                            |
| Boeing KC-767A                    |                     | 4                   |                     | Verenigde Staten           |
| KC-130 Hercules                   |                     | 4                   |                     | Verenigde Staten           |
| Transport                         |                     |                     |                     |                            |
| C-27J Spartan                     |                     | 14                  |                     | Italië                     |
| C-130J Hercules                   |                     | 15                  |                     | Verenigde Staten           |
| C-130J-30 Hercules                |                     | 7                   |                     |                            |
| VIP                               |                     |                     |                     |                            |
| Piaggio P.180 Avanti              |                     | 6                   |                     | Italië                     |
| Dassault Falcon 50                |                     | 2                   |                     |                            |
| Dassault Falcon 900               |                     | 3                   |                     |                            |
| Airbus A319                       |                     | 3                   |                     |                            |
| Opleidingsvliegtuigen             |                     |                     |                     |                            |
| F-35 lightning II                 | F-35A               | 2                   |                     | Verenigde Staten           |
| SIAI-Marchetti S208               | S208                | 18                  |                     |                            |
| SIAI-Marchetti SF.260             | SF260               | 27                  |                     | Italië                     |
| Alenia M-346                      | M-346A              | 22                  |                     | Italië                     |
| Alenia M-345                      | M-345A              | 5                   |                     | Italië                     |
| Aermacchi MB-339A                 |                     | 28                  |                     | Italië                     |
| Aermacchi MB-339CD                |                     | 28                  |                     | Italië                     |
| Piaggio P.180 Avanti              |                     | 7                   |                     | Italië                     |
| Gulfstream G550                   |                     | 2                   |                     | Verenigde Staten           |
| Helikopters                       |                     |                     |                     |                            |
| AgustaWestland AW101              |                     | 11                  |                     | Verenigd Koninkrijk Italië |
| AgustaWestland AW139              |                     | 32                  |                     | Italië                     |
| Agusta-Bell 212                   |                     | 29                  |                     | Verenigde Staten           |
| MD 500 Defender                   | NH-500M             | 37                  |                     | Verenigde Staten           |